# Notommata collaris
Notommata collaris är en hjuldjursart som beskrevs av Ehrenberg 1832. Notommata collaris ingår i släktet Notommata och familjen Notommatidae. Inga underarter finns listade i Catalogue of Life.